# 11-а танкова дивизия (Вермахт)
11-а танкова дивизия е една от танковите дивизии на Вермахта по време на Втората световна война.

## История
11-а танкова дивизия е сформирана през август 1940 г. от 11-а стрелкова бригада. Между януари и април 1941 г. участва в кампанията на Балканите, превземането на Белград. През юли 1941 г. участва в нападението на Съветския съюз, като част от група армии „Юг“. Впоследствие става част от група армии „Център“, до юни 1942 г., след което се завръща в южния сектор на Източния фронт. През юли 1943 г. участва в операция Орел, а по-късно в тежките боеве в района на Кривой рог. В периода януари-май 1944 г. е обкръжена в Корсунския чувал, където претърпява тежки загуби. През юли 1944 г. оцелелите от дивизията са изтеглени във Франция за почивка и възстановяване. Участва в боевете срещу съюзническите десанти в южна Франция, след което се изтегля към Елзас. През септември 1944 г. участва в боевете при Белфор, след което се изтегля в района към река Сар. През март 1945 г. е атакувана край Ремаген. През май се на американските войски в Бавария.
По време на съществуването си дивизията неколкократно е споменавана за отличното си представяне по време на бойните действия. На това се дължи и прякорът и – Призрачната дивизия. Това е едно от символите използвани от формированието по време на войната – скелет върху танкови вериги размахващ меч.

## Командири
- Генерал на танковите войски Лудвиг Крювел – (1 август 1940 – 15 август 1941 г.)
- Генерал-лейтенант Гюнтер Ангерн – (15 август 1941 – 24 август 1941 г.)
- Генерал на танковите войски Ханс-Карл фон Есебек – (24 август 1941 – 20 октомври 1941 г.)
- Генерал-лейтенант Валтер Шелер – (20 октомври 1941 – 16 май 1942 г.)
- Генерал на танковите войски Херман Балк – (16 май 1942 – 4 март 1943 г.)
- Генерал от пехотата Дитрих фон Холтиц – (4 март 1943 – 15 май 1943 г.)
- Генерал-лейтенант Венд фон Витерсхайм – (10 август 1943 – 10 април 1945 г.)
- Генерал-лейтенант Йохан Микл – (15 май 1943 – 10 август 1943 г.)
- Генерал-майор Хорст Тройш унд Бутлар-Бранденфелс – (10 април 1945 – 8 май 1945 г.)

## Носители на награди
- Носители на значка За близък бой, златна (28)
- Носители на свидетелство за похвала от главнокомандващия на армията (8)
- Носители на Германски кръст, златен (140)
- Носители на Германски кръст, сребърен (6)
- Носители на почетна кръгла тока на сухопътните части (20)
- Носители на Рицарски кръст (52, включително един непотвърден)
- Носители на Рицарски кръст и Орден за военни заслуги (1)